# Vitellariopsis
Genre
Classification phylogénétique
Vitellariopsis est un genre de plantes à fleurs de la famille des Sapotaceae. Ce sont des arbres et d'arbustes originaires d'Afrique de l'Est

## Quelques espèces
- Vitellariopsis cuneata
- Vitellariopsis dispar
- Vitellariopsis ferruginea
- Vitellariopsis kirkii
- Vitellariopsis marginata